# Lanjaghbyur
Lanjaghbyur (in armeno Լանջաղբյուր?) è un comune dell'Armenia di 2 501 abitanti (2009) della provincia di Gegharkunik, fondata nel 1828.